# Портрет Максима Константиновича Крыжановского
«Портрет Максима Константиновича Крыжановского» — картина Джорджа Доу и его мастерской, из Военной галереи Зимнего дворца.
Картина представляет собой профильный погрудный портрет генерал-майора Максима Константиновича Крыжановского из состава Военной галереи Зимнего дворца.
К началу Отечественной войны 1812 года полковник Крыжановский командовал лейб-гвардии Финляндским полком. Отличился в сражениях при Бородино и под Красным. Во время Заграничных походов 1813 и 1814 годов участвовал в сражениях в Саксонии и Силезии, за отличие в сражении при Лютцене был произведён в генерал-майоры. Во время Битвы народов под Лейпцигом получил сразу несколько тяжёлых ран и был вынужден оставить действующую армию.
Изображён в генеральском мундире лейб-гвардии Финляндского полка, введённом в 1812 году. На шее кресты ордена Св. Владимира 3-й степени и прусского ордена Пур ле мерит; справа на груди крест ордена Св. Георгия 4-го класса, серебряная медаль участника Отечественной войны 1812 года, бронзовая дворянская медаль в память Отечественной войны 1812 года и под ними знак официала Капитула Российских Императорских орденов (с лета 1817 года Крыжановский являлся казначеем этого Капитула). С тыльной стороны картины надписи: Krijanofsky и Geo Dawe RA pinxt . Подпись на раме: М. К. Крыжановскiй 1й, Генералъ Маiоръ. Кроме показанных на портрете орденов Крыжановский к моменту написания портрета имел орден Св. Анны 1-й степени, звезду которого не видно из-за выбранного художником ракурса.
Несмотря на то, что 7 августа 1820 года Комитетом Главного штаба по аттестации Крыжановский был включён в список «генералов, служба которых не принадлежит до рассмотрения Комитета», фактическое решение о написании его портрета состоялось гораздо раньше, поскольку гонорар Доу был выплачен 17 декабря 1819 года и 14 апреля 1820 года. Готовый портрет поступил в Эрмитаж 7 сентября 1825 года.
В 1840-е годы в мастерской И. П. Песоцкого по рисунку с портрета была сделана литография, опубликованная в книге «Император Александр I и его сподвижники» и впоследствии неоднократно репродуцированная.